# Bâtiment de la Caisse d'épargne de Bordeaux à Mériadeck
Le bâtiment de la Caisse d'épargne de Bordeaux à Mériadeck est un bâtiment d'architecture conçu en 1974 et achevé en 1977 par Edmond Lay ayant servi de siège régional pour la Caisse d'épargne jusqu'en 2017.
Il a été inscrit au titre des monuments historiques en avril 2014 comme « témoignage de l’architecture-sculpture de la 2e moitié du XXe siècle ».
Après le départ de la Caisse d'épargne dans un nouveau siège donnant sur les quais, le bâtiment est restructuré et devait accueillir en 2018, des lofts grands formats dans les étages supérieurs, quelques commerces et un centre culturel consacré à tous les arts autour de l’amphithéâtre de 300 places en sous sol.
Le monument est classé par arrêté du 14 janvier 2022,.

## Photographies

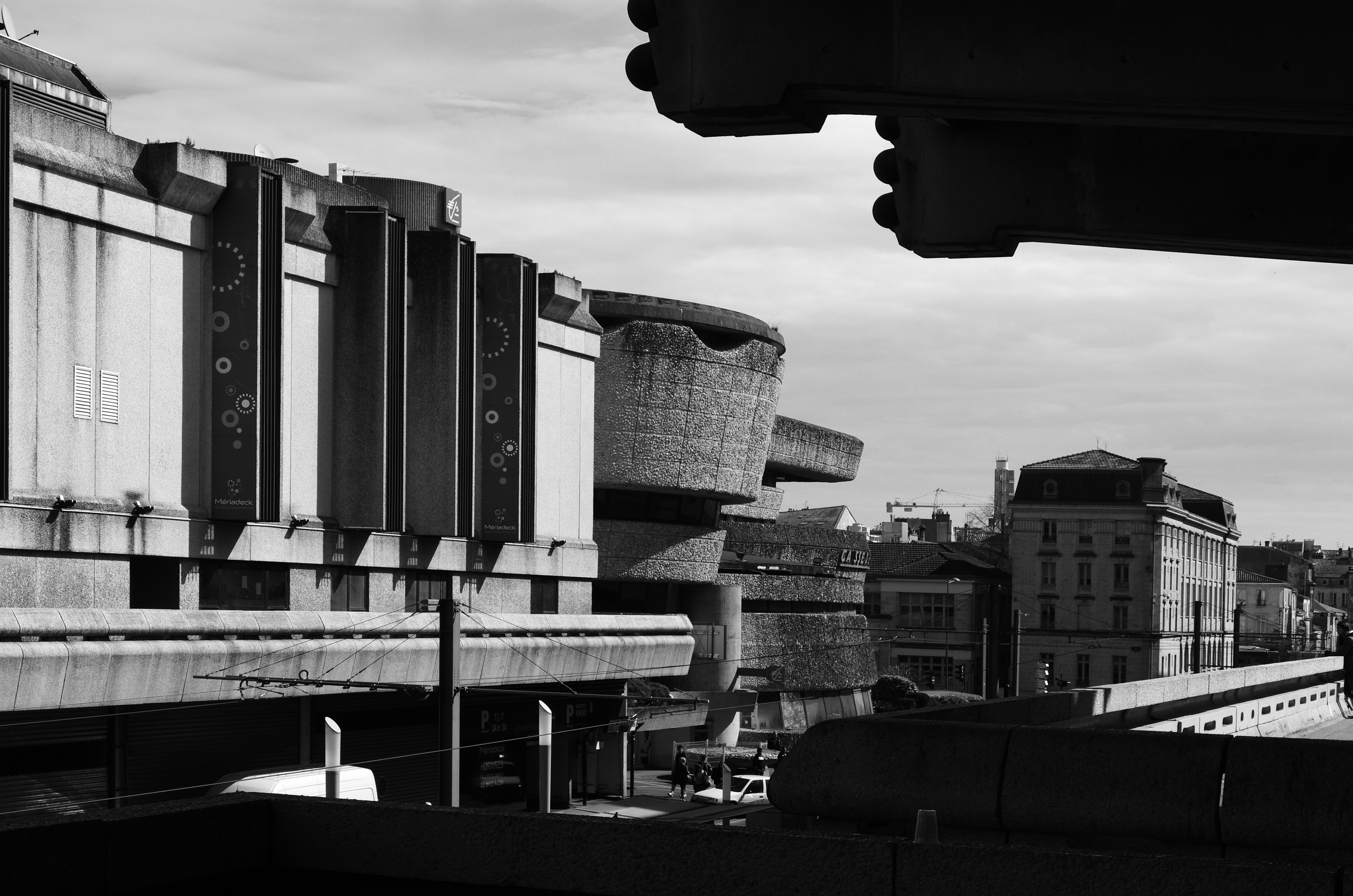
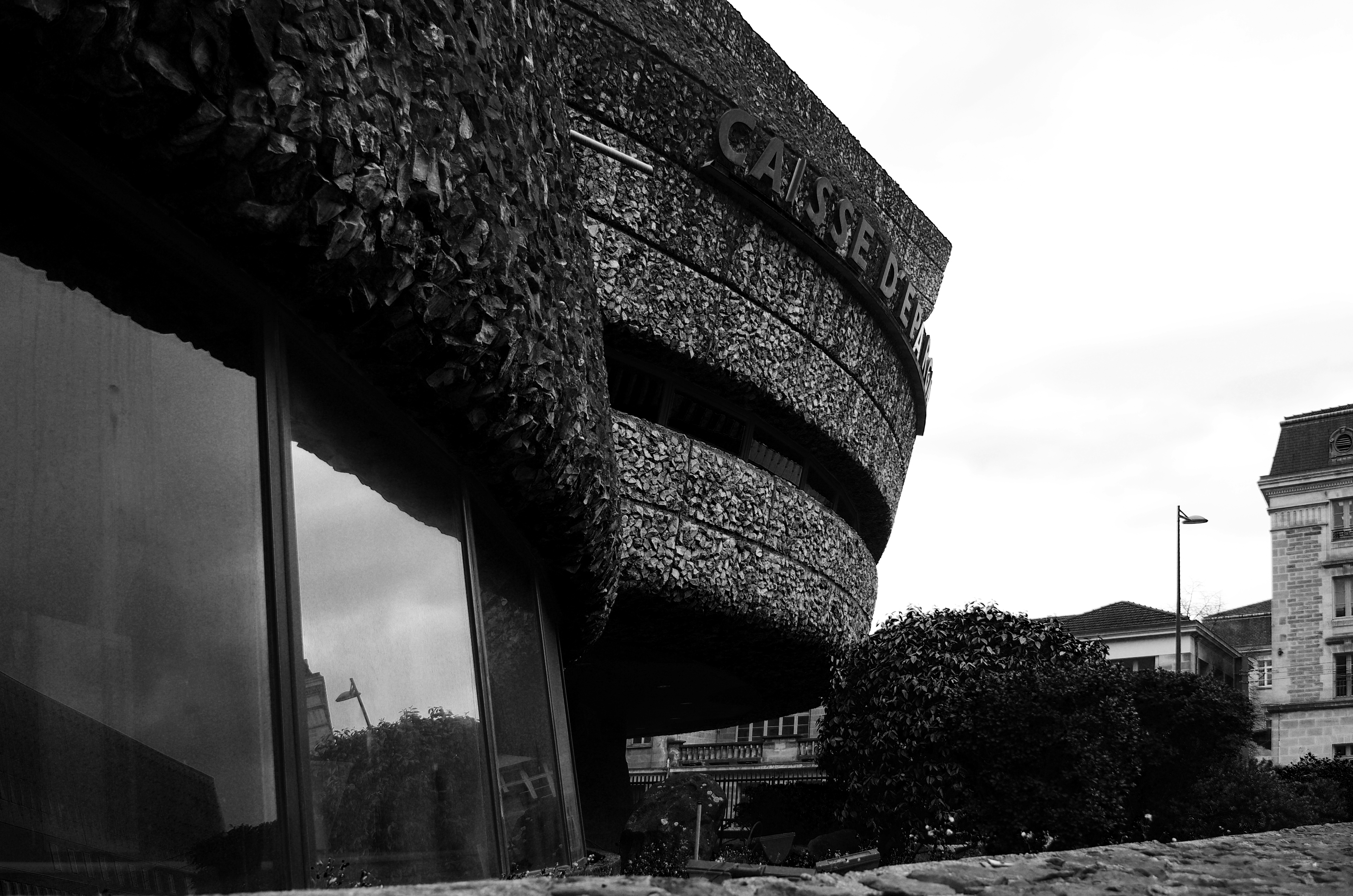
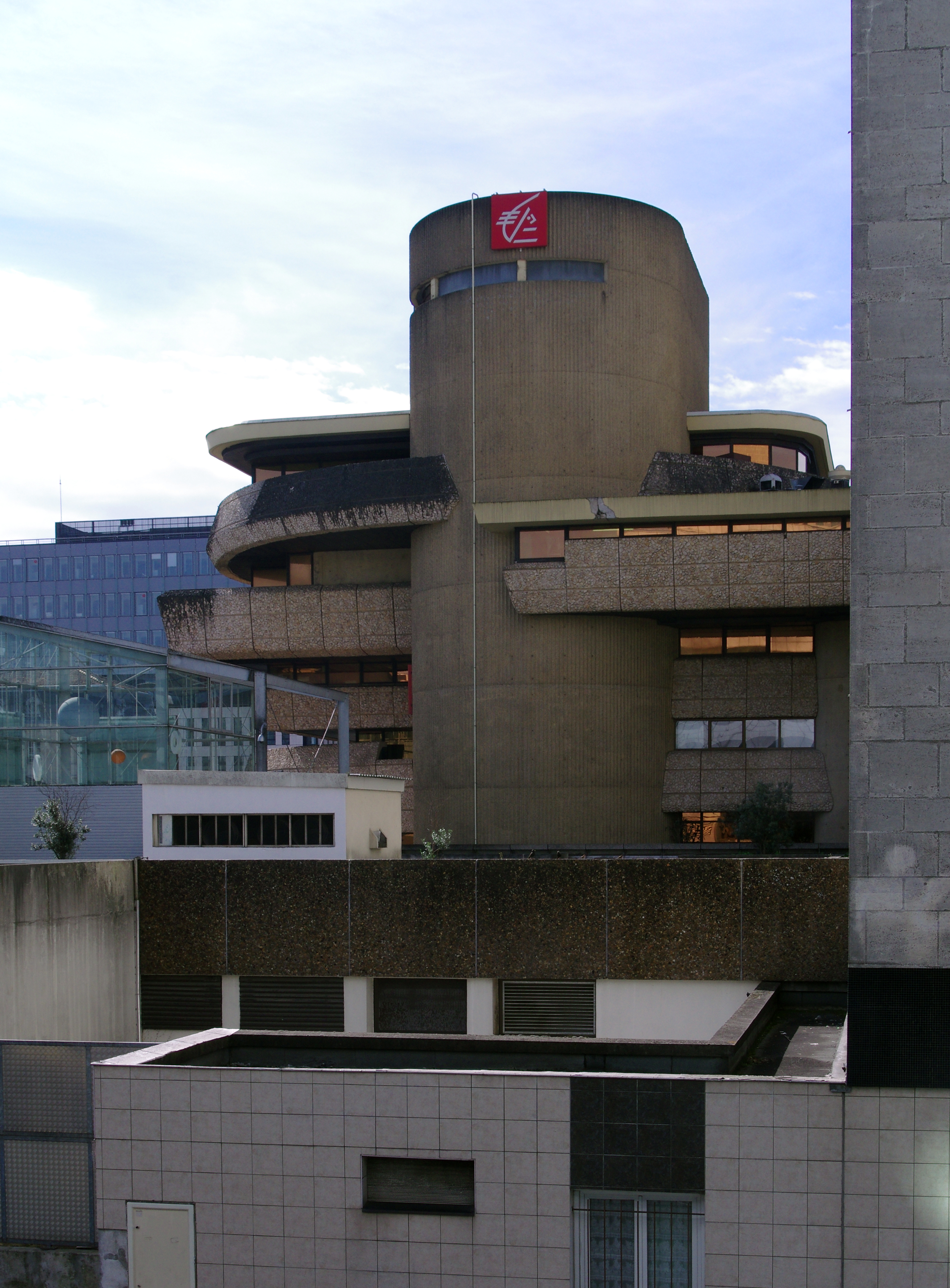
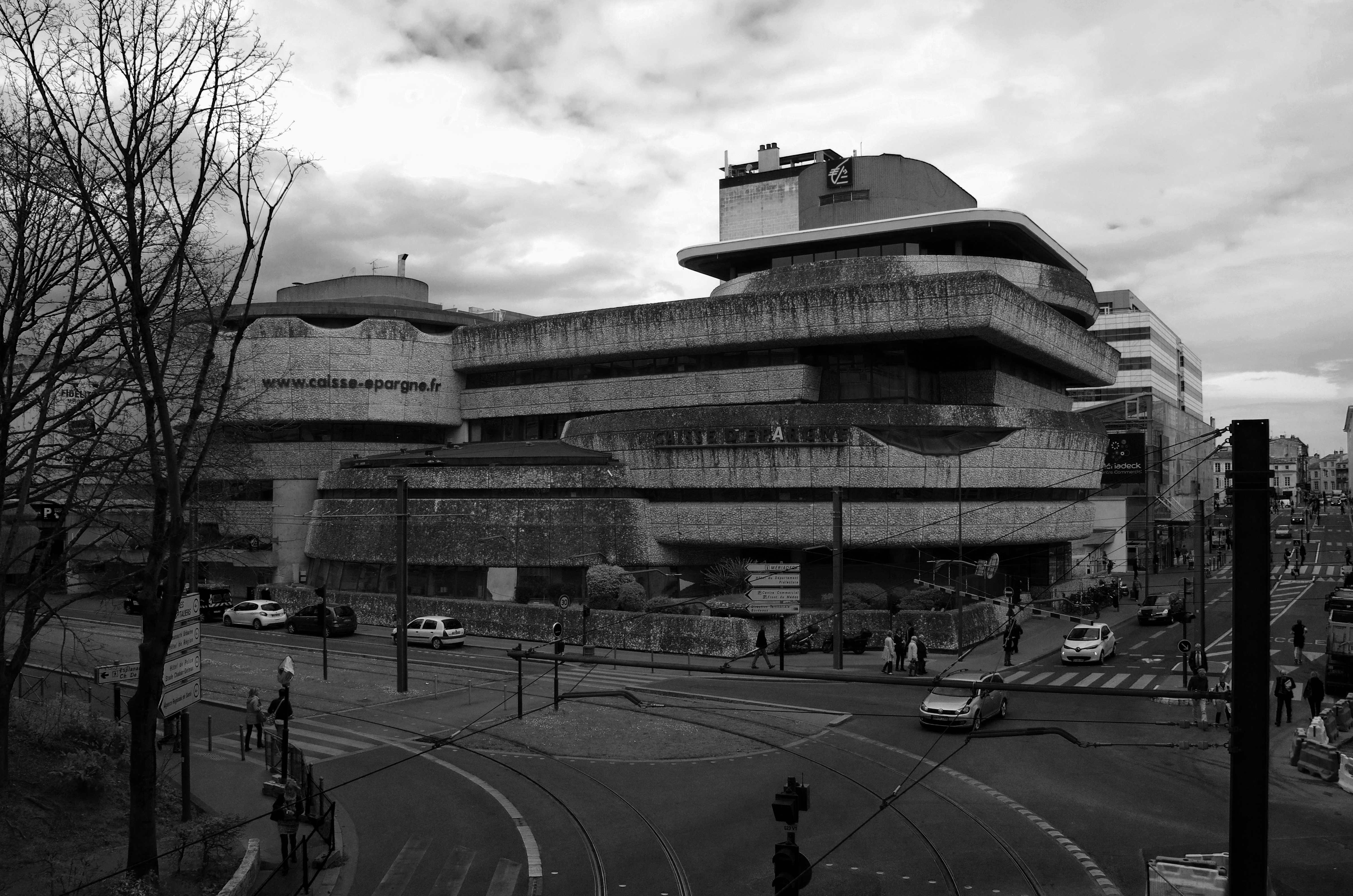
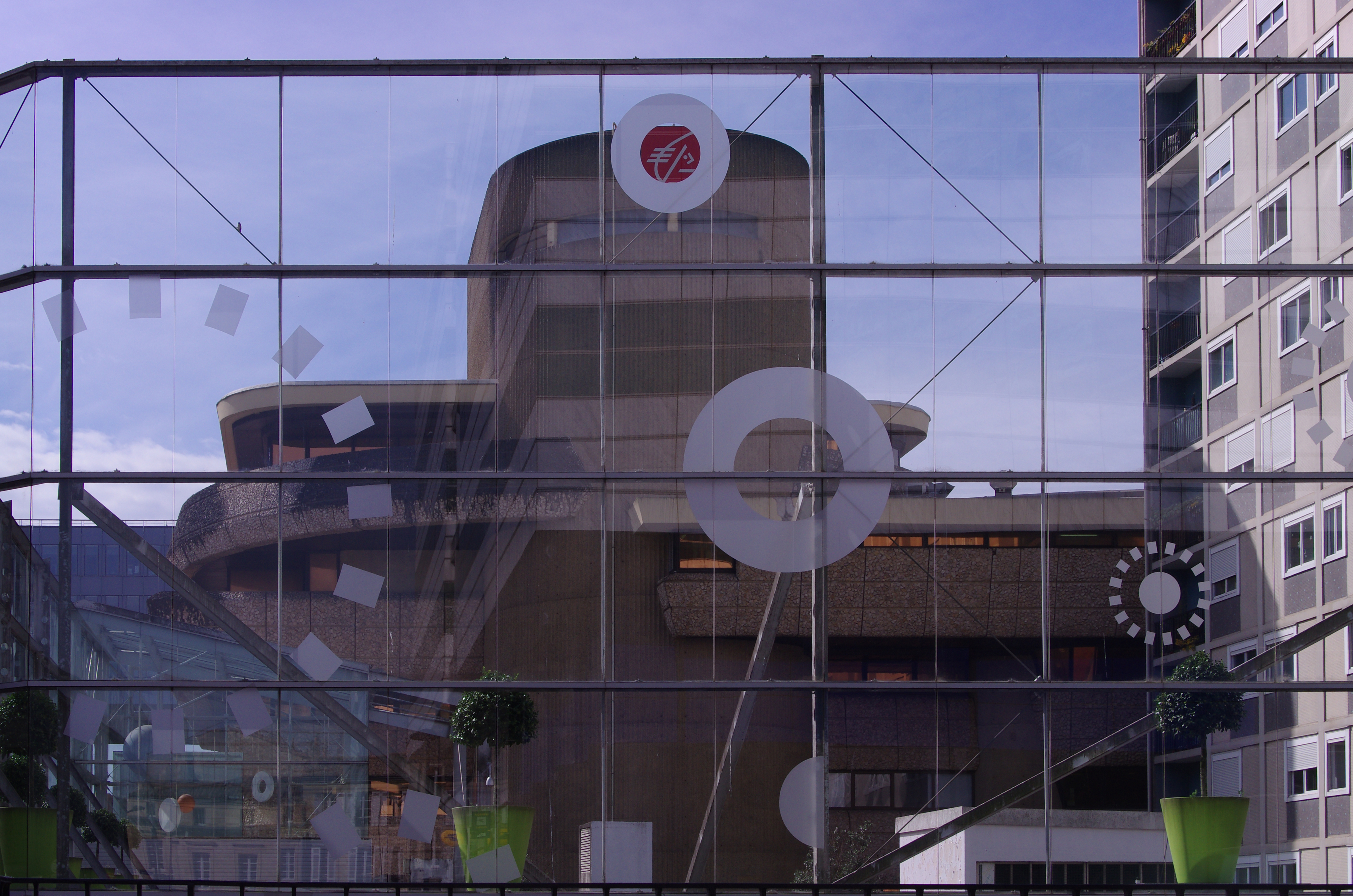
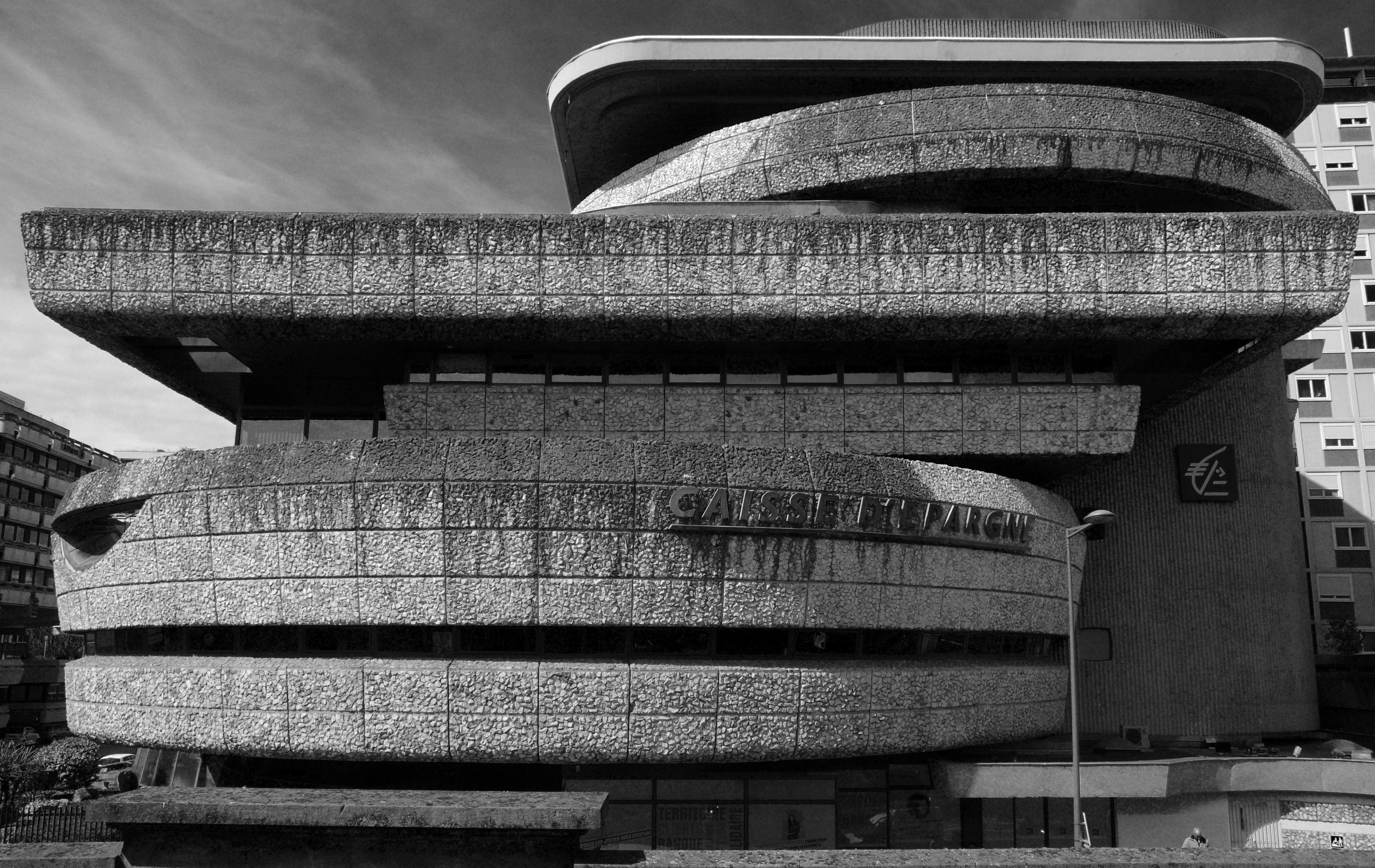
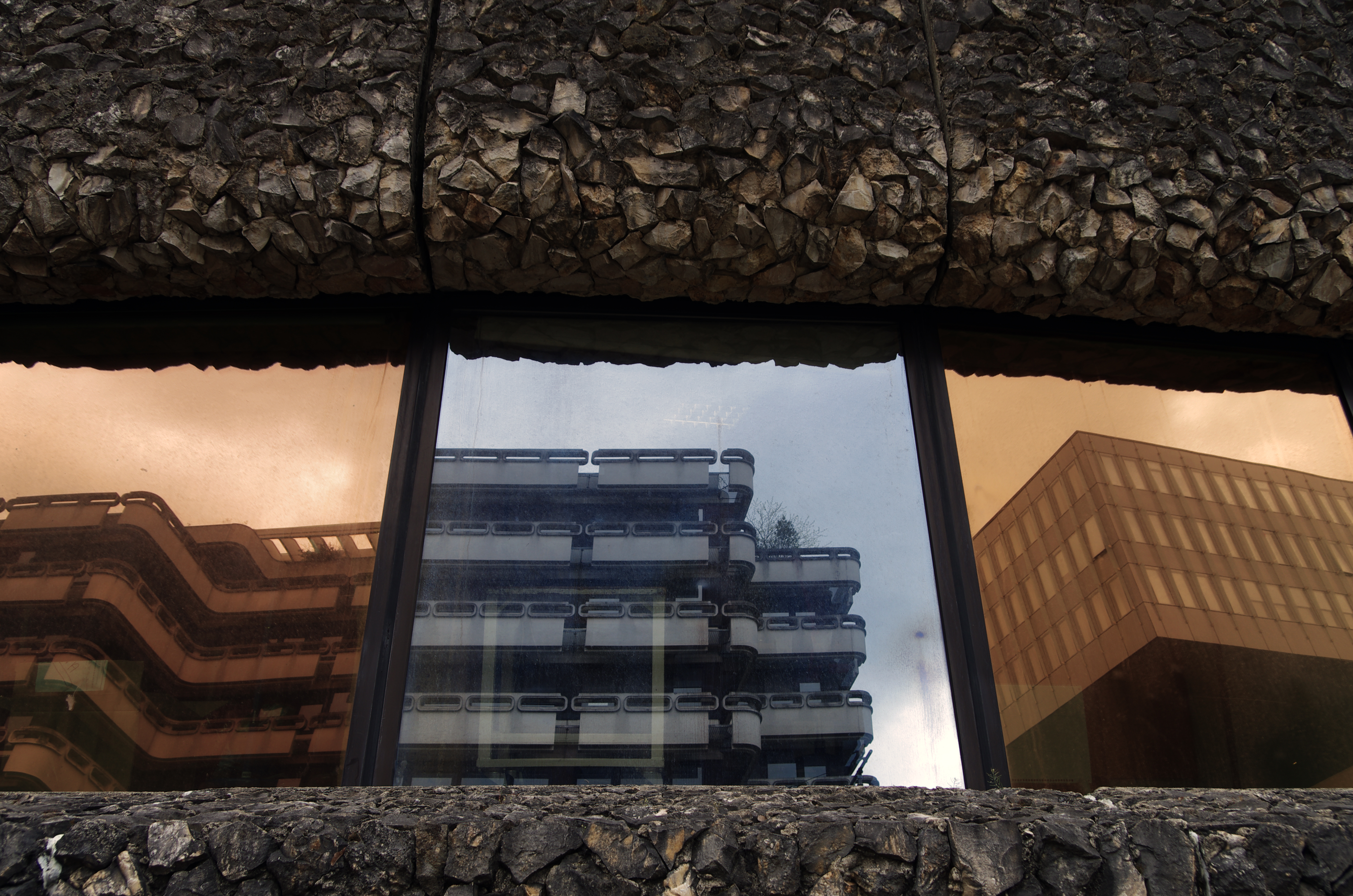
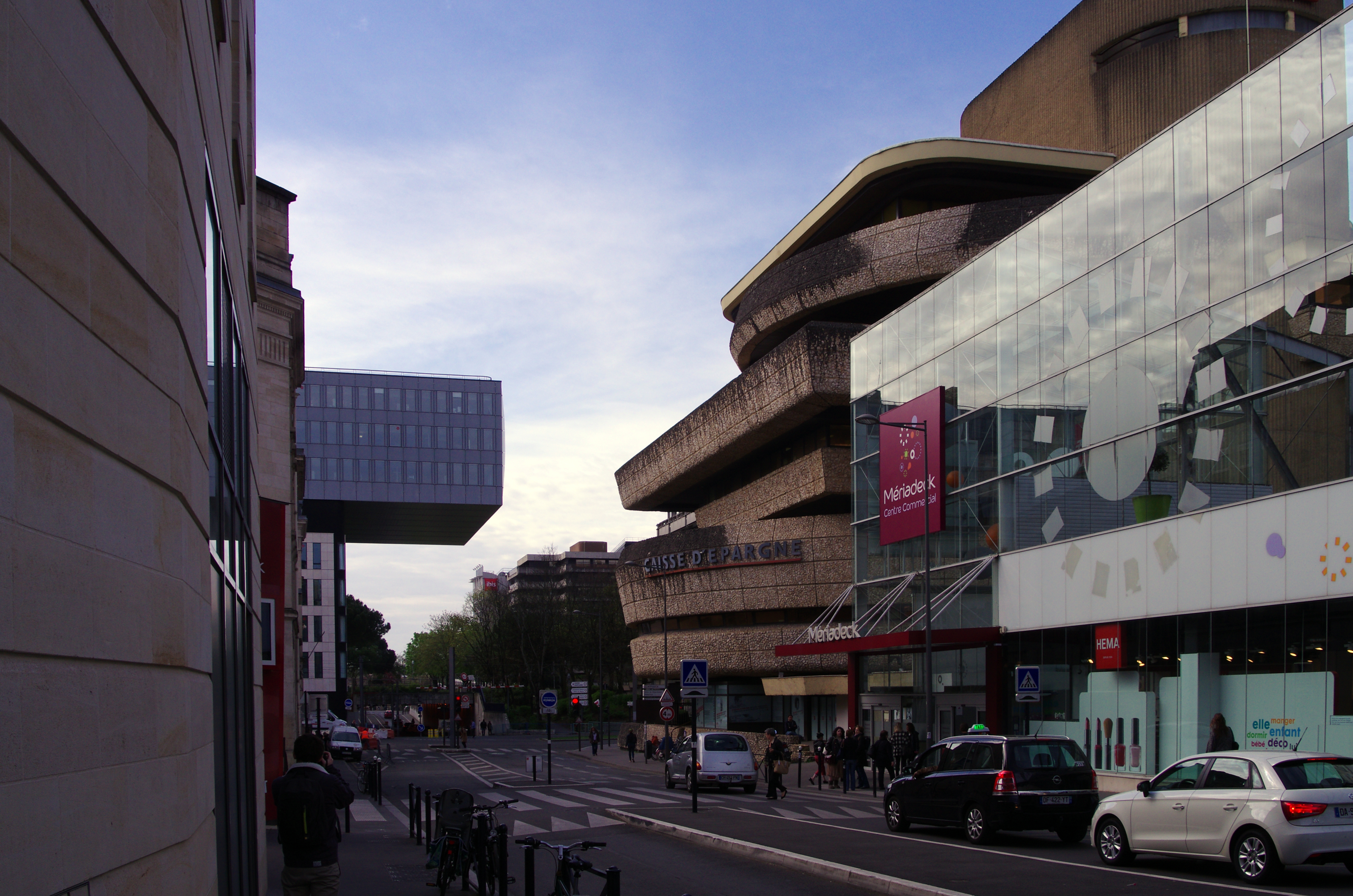

## Critiques
Particulièrement décrié, le bâtiment — tout comme le quartier Mériadeck — est considéré comme l’un des moins esthétiques de la ville. Actu Bordeaux le classe même dans son « palmarès des bâtiments les plus moches de Bordeaux » réalisé à partir de l’avis de ses lecteurs,.